# Kaliummetaarsenit
Kaliummetaarsenit ist eine anorganische chemische Verbindung des Kaliums aus der Gruppe der Arsenite.

## Gewinnung und Darstellung
Kaliummetaarsenit kann durch Reaktion von Arsen(III)-oxid mit Kaliumbicarbonat gewonnen werden.
{\displaystyle \mathrm {As_{2}O_{3}+2\ KHCO_{3}\longrightarrow 2\ KAsO_{2}+2\ CO_{2}+H_{2}O} }

## Eigenschaften
Kaliummetaarsenit ist ein unbrennbarer weißer Feststoff, der leicht löslich in Wasser ist. Er ist chemisch instabil bei erhöhter Temperatur.

## Verwendung
Kaliummetaarsenit wurde bis in die 1960er-Jahre therapeutisch bei verschiedenen Leiden eingesetzt. So ist es etwa Teil der Fowlersche Lösung. Heute kommt es in starker Verdünnung als sogenanntes „Ergänzungsmittel“ in den Schüssler-Salzen vor.